# 雞肉飯
雞肉飯（ジーロウファン）、または鶏肉飯は、台湾の小吃の一つ。白米の上に茹でた鶏の胸肉をほぐして乗せ、その上から、八角などの香辛料や醤油といったタレをかける。
日本語カタカナ表記としては「チーローファン」もある。

## 概要
滷肉飯と並ぶ台湾の代表的な米料理である。一般的には上述のように「ご飯に裂いた鶏胸肉を乗せた料理」であるが、実態は蒸した鶏もも肉を使用したもの、七面鳥の肉を使用したものなど、様々なものがある。
雞肉飯の味は、使用する鶏肉の新鮮さにも左右されるが、タレに使われる油の風味が大きい。この油は鶏肉から採られた鶏油でエシャロットを炒めて香りを移したものである。この油とタレをご飯にかけただけの、いわば鶏肉の無い「雞肉飯」を提供する店もある。
七面鳥を使用した場合には火雞肉飯（フオジーロウファン）とも呼ばれる。骨付き鶏もも肉を使用した雞腿飯（ジートゥイファン）、ガチョウ肉を使った鵝肉飯（ギアバァプン）というものもある。

## 歴史
嘉義市が発祥とされる。
発祥時には、当時は鶏より安価であった七面鳥が使用されていた。
1943年創業の「噴水雞肉飯」が雞肉飯の名店にして元祖と言われる。

## 雞滷飯
雞滷飯（ジールーファン、鶏滷飯、雞魯飯、鶏魯飯とも）は、滷肉飯に使う「滷肉」と雞肉飯に使う鶏肉をあい掛けにしたもの。

## 日本での展開

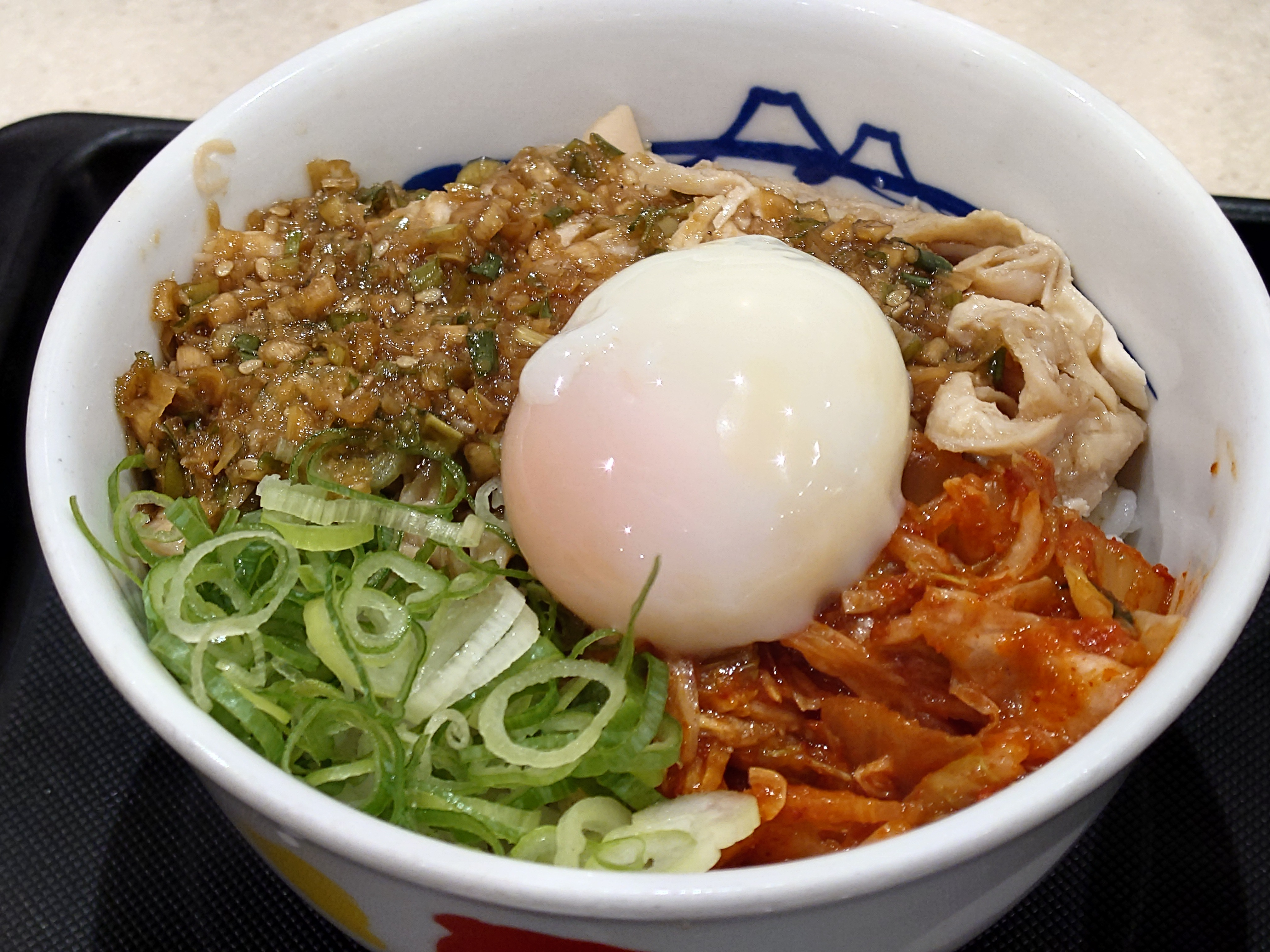
松屋の鶏肉飯

- カルディから雞肉飯風混ぜご飯が作れる「混ぜるだけチーローファン（鶏肉飯）」が販売されている（2022年時点）[3]。
- 2023年に南九州ファミリーマート創立30周年、台湾ファミリーマート創立35周年を記念し、「手巻 鶏肉飯」などを販売した[8]。
- 2023年に松屋フーズは台湾上陸5周年を記念した台湾フェアを開催、その一環として「松屋」にて日本の米に合うように松屋流にアレンジした「鶏肉飯（ジーローハン）」を販売した[9]。
- 2023年に日本のテレビ番組が「鶏肉飯」を紹介したが、「鶏肉飯定食」として、ご飯とぶつ切りの鶏肉が別の皿に盛り付けてあるほか、鶏肉の上に大量のパクチーが盛られていたなど、「伝統的な雞肉飯の食べ方とは一線を画す」と台湾のネットユーザーから批判の声が挙がった[10]。